# Angelo Treves
Angelo Samuele Treves (Vercelli, 7 ottobre 1873 – Milano, 27 dicembre 1937) è stato un traduttore italiano.

## Biografia

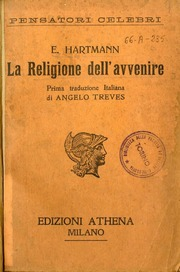
Copertina de La Religione dell’avvenire di Eduard von Hartmann, nella traduzione di Treves per Athena

Angelo Treves nacque a Vercelli nel 1873 da una famiglia di antiche origini ebraiche; il cognome Treves, di fatto, risulta da secoli diffuso nell'area del vercellese. Nel 1894 completò gli studi umanistici, con una tesi su Sordello da Goito, pubblicata da Gallardi & Ugo.
Intellettuale di ispirazioni socialiste e comuniste, professore, nelle sue prime pubblicazioni trattò di storia della propria città natale, ma si espresse poi anche su temi socio-politici, scrivendo per alcuni anni sul principale periodico socialista italiano, Critica Sociale di Filippo Turati, sul quale, fra le altre posizioni, sostenne l'incompatibilità del sionismo col Partito Socialista Italiano e il proprio favore alla rivoluzione russa del febbraio 1917. Scrisse anche per la rivista Comunismo di Giacinto Menotti Serrati e sull'Avanti!, con lo pseudonimo di Quidam.
Nel settembre del 1917 si trasferì a Milano, iniziando a collaborare con vari editori. Con l'avvento del fascismo in Italia, diradò l'attività pubblicistica, impegnandosi soprattutto nell'opera di traduzione di grandi autori internazionali. Tradusse in italiano dal tedesco e dallo yiddish decine di opere di importanti figure del pensiero e della letteratura mondiale, fra cui: Nietzsche, Renan, Lorenz, Asch, von Grimmelshausen, Fontane, Bey, Schnitzler, Katz, Kampers, Huch, Knickerbocker, von Perfall, Rosner, Sinclair, de Monfreid, Freuchen, Lange, Frischauer, Storm, Francé, Kingsley, Kraszewski, Allmendinger, von Hartmann, Helling, Lie, Peschkau, Reade, Papp, von Scheffel, Bloem, Byr, Hollaender, Zimmermann, Jelusich, Spengler, Weber, Farrère, Couchoud, de Unamuno, May, Artuffo, Monka, spaziando dalla narrativa, alla saggistica, alla storia antica (come la ritraduzione delle Vite dei Cesari di Svetonio). Fra gli editori con cui collaborò vi furono Monanni, Corbaccio, Athena e in particolare Bompiani. Con lo pseudonimo di Quidam, da lui già usato nelle pubblicistica intellettuale, l'Avanti! curò anche traduzioni di Lenin, come L'estremismo, malattia infantile del comunismo e Stato e rivoluzione,, e di Karl Kautsky, come La dittatura del proletariato. Treves curò anche una traduzione de La Tour des peuples di Han Ryner, pubblicata a MIlano nel 1929 col titolo La torre dei popoli.
Per Bompiani, fu il primo traduttore italiano del Mein Kampf di Adolf Hitler, dato alle stampe nel 1934. Il nome di Treves fu omesso dalla prima edizione italiana per le sue origini ebraiche, elemento esplicitamente rifiutato nell'accordo editoriale con Hitler, e riportato pubblicamente in modo marginale solo dal 1937, ma divenne effettivamente di dominio pubblico molto più tardi: negli anni 1970, quando Valentino Bompiani ne fece nuovamente menzione esplicita. Il Mein Kampf era diviso in due volumi, ma nella versione italiana approvata da Hitler, che ne firmò anche una breve prefazione originale, fu fatto riassumere da Treves nella prima parte e tradotto integralmente nella seconda. Non si conoscono le ragioni e le circostanze per le quali un intellettuale ebreo tradusse la principale opera a sostegno della cosiddetta soluzione finale della questione ebraica e dell'Olocausto. La traduzione, in ogni caso, fu scritta in epoca antecedente all'emanazione delle leggi razziali fasciste, approvate quattro anni dopo la traduzione e uno dopo la morte di Treves. Inoltre, anche il successivo autore della traduzione della prima parte del libro di Hitler, Bruno Revel per Bompiani, era ideologicamente distante dai contenuti dell'opera: di fede valdese, sposato con una donna ebrea, fu poi anche partigiano nel Partito d'Azione.
Sposato con Gisella Pugliese, Treves ebbe con lei una figlia, Wanda, che durante la guerra subì discriminazioni per le sue origini ebraiche.
Morì a Milano il 27 dicembre 1937 e fu seppellito nel cimitero ebraico di Vercelli. Indicato nel censimento del 1938 dei cittadini ebrei di Milano, in quello del 1942 non risultavano né lui né la moglie, mentre in quello del 1944 la figlia Wanda era indicata come di «fu Angelo».